# Ernst Lohöfener
Ernst Lohöfener (* 23. April 1874 in Brackwede, jetzt Bielefeld; † 22. April 1964 in Bielefeld) war ein deutscher Fotograf.

## Leben
Ernst Lohöfener wurde im Atelier Otto Geiseler als Fotograf ausgebildet, das in Gadderbaum und Lemgo Niederlassungen besaß. 1898 erwarb er seinen an der Gütersloher Straße 18 in Gadderbaum gelegenen Ausbildungsbetrieb und eröffnete dort seine „Photographische Kunstanstalt“. Gemeinsam mit zwei Mitarbeitern widmete er sich anfangs vor allem der Porträtfotografie, wurde aber auch mit Aufträgen aus dem Bereich der Architektur- und Industriefotografie bedacht.
Später gründete er eine Fotografeninnung für den gesamten Regierungsbezirk Minden, deren Obermeister er viele Jahre lang war. 1912 organisierte er gemeinsam mit Heinrich Baumann und Franz Packenius die Fotografenausbildung in Bielefeld unter dem Dach der neuen Handwerker- und Kunstgewerbeschule. Die Innung erhielt dort 1913 drei Räume, in denen praktischer und theoretischer Fachunterricht für deren Lehrlinge, aber auch andere Schüler erteilt wurde. 1932 wurde er Ehrenmitglied der Gesellschaft Deutscher Lichtbildner (GDL). Kurz nach dem Zweiten Weltkrieg übergab er das Geschäft an seinen Sohn Horst Lohöfener, arbeitete aber auch weiterhin im Geschäft mit.
Lohöfener starb einen Tag vor seinem 90. Geburtstag am 22. April 1964 in Bielefeld. Sein fotografischer Nachlass, der mehrere Zehntausend Negative umfasst, wird heute im Stadtarchiv Bielefeld verwahrt.
Vom 14. September 2014 bis zum 25. Januar 2015 wurden im Historischen Museum Bielefeld und im Stadtarchiv die Ausstellung „Bielefelder Stadtporträts 1890–1930 von Ernst Lohöfener“ gezeigt. Während das Stadtarchiv vornehmlich Porträtfotografien präsentierte, wurden im Historischen Museum rund 120 Stadtansichten ausgestellt, die von einem begehbaren Panorama umgeben waren, das um
1900 vom Turm der Sparrenburg aufgenommen wurde.

## Veröffentlichungen
- Hans Peter Kock: Das waren noch Zeiten... Bielefeld zwischen 1880 und 1930. Fotografien von Ernst Lohöfener (1874–1964). Verlag Hans-Peter Kock, Bielefeld 1988